# Secamone longituba
Secamone longituba är en oleanderväxtart som beskrevs av Klack.. Secamone longituba ingår i släktet Secamone och familjen oleanderväxter. Inga underarter finns listade i Catalogue of Life.